# 최후의 심판 (미켈란젤로)

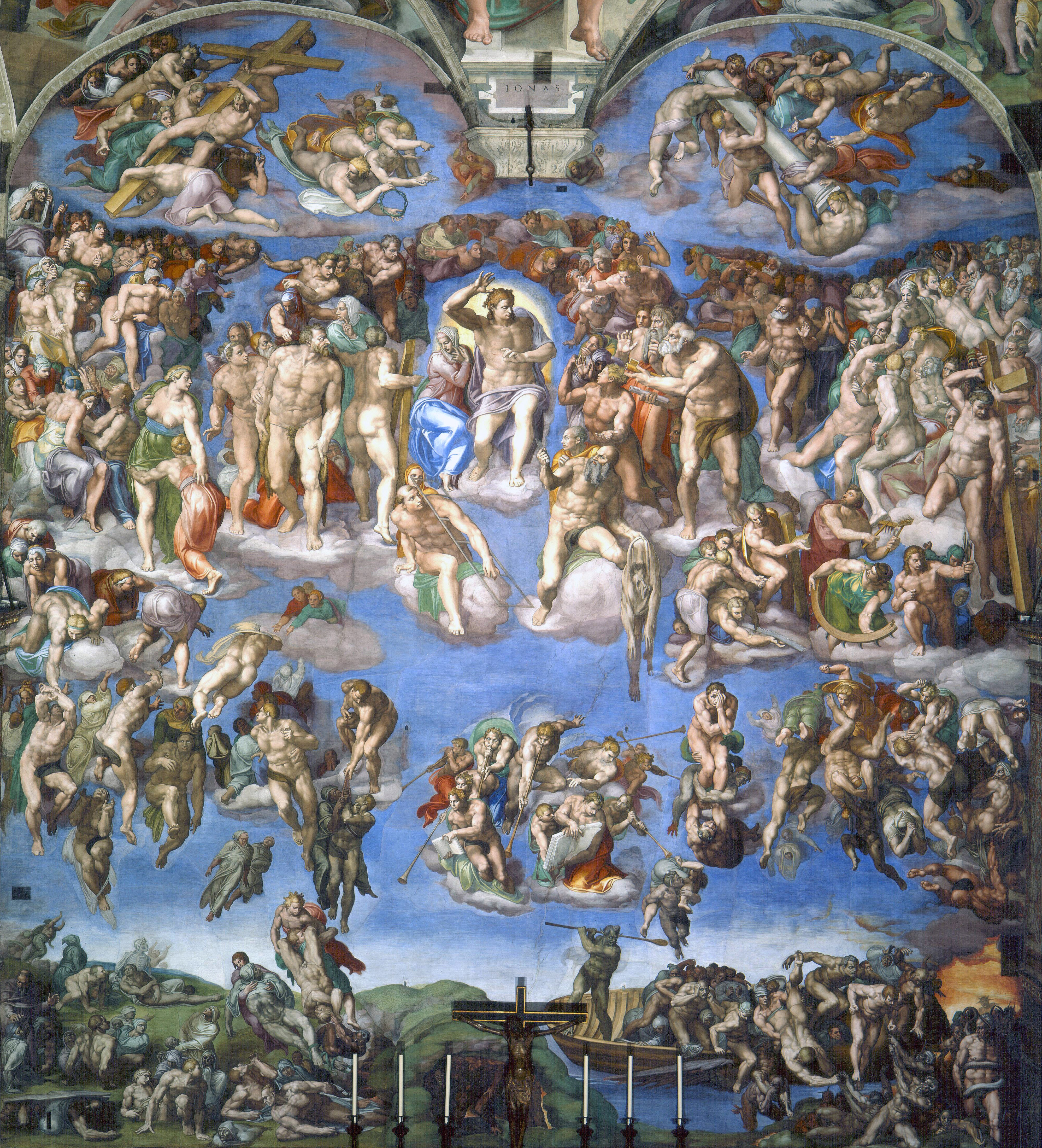

최후의 심판(이탈리아어: Il Giudizio Universale)은 이탈리아 르네상스 화가 미켈란젤로 부오나로티가 바티칸 시스티나 경당의 제단 벽 전체를 덮고 있는 프레스코화이다. 이 그림은 그리스도의 재림과 하나님께서 모든 인류에게 내리시는 최후의 영원한 심판을 묘사하고 있다. 죽은 자들은 저명한 성인들에게 둘러싸인 그리스도의 심판을 받으며 각자의 운명에 따라 부활하고 하강한다. 총 300명이 넘는 인물들이 등장하는데, 원래는 거의 모든 남성과 천사들이 나체로 표현되었다. 나중에 많은 인물들이 채색된 천으로 부분적으로 가려졌지만, 최근 청소 및 복원 작업을 거쳐 일부는 남아 있다.
이 작품은 1536년에서 1541년 사이에 4년 이상 걸려 완성되었다(제단 벽 작업은 1535년에 시작되었습니다). 미켈란젤로는 시스티나 성당 천장화를 완성한 지 25년 후에 이 작업을 시작했으며, 완성 당시 거의 67세였다. 그는 원래 교황 클레멘스 7세의 의뢰를 받아들였지만, 교황 바오로 3세 치하에서 완성되었는데, 그의 더욱 강력한 개혁적 관점은 최종 처리 방식에 영향을 미쳤을 것으로 추정된다.
프레스코화 아랫부분에서 미켈란젤로는 전통에 따라 구원받은 자들이 왼쪽에 승천하고 저주받은 자들이 오른쪽에 하강하는 모습을 그렸다. 윗부분에서는 천국의 주민들과 새로 구원받은 자들이 함께한다. 이 프레스코화는 천장 프레스코화보다 단색에 가깝고 살과 하늘의 색조가 지배적이다. 그러나 프레스코화의 세척 및 복원 과정에서 이전에 드러났던 것보다 더욱 다양한 색채가 드러났다. 주황색, 녹색, 노란색, 파란색이 곳곳에 배치되어 복잡한 장면에 생동감을 불어넣고 통일감을 더한다.
이 그림에 대한 반응은 처음부터 엇갈렸는데, 종교적, 예술적 측면에서 찬사와 비판이 엇갈렸다. 나체의 양과 근육질의 신체 표현 방식이 논쟁의 여지가 있었고, 전체적인 구성 또한 논쟁의 여지가 있었다.